# Enicospilus biimpressus
Enicospilus biimpressus là một loài tò vò trong họ Ichneumonidae.